# عين القنور (الدوادمي)
عين القنور، هي قرية من فئة (ب) تقع في محافظة الدوادمي، والتابعة لمنطقة الرياض في السعودية. وتبعد عين القنور عن محافظة الدوادمي بمسافة تقارب (144) كم. وينتسب القنور للعونة من قبيلة الأشراف العريقة 